# Сырковое (озеро, Кондинский район)
Сырко́вое — крупное внутриболотное озеро в Кондинском районе Ханты-Мансийского автономного округа Тюменской области России.
Находится в западной части Западно-Сибирской равнины. Площадь 90,4 км² или, по другим сведениям, 93,69 км². Располагается на высоте 68 метров над уровнем моря. Форма озера лопастная с ярко выраженными северо-западным и юго-восточным плёсами; длина 14,9 км, максимальная ширина — 8,1 км, в центральной части сужается до 3,8 км. Берега низкие, сильно заболочены.
Значительных притоков не имеет. На западе через протоку имеет сток в реку Мулымья. Населённые пункты вблизи водоёма отсутствуют. Ближайший населённый пункт — посёлок Мулымья, расположенный в 52 км к юго-западу..
Озеро богато рыбой; обитает сырок — другое название пеляди.